# Finska mästerskapet i bandy 1942
Finska mästerskapet i bandy 1942 ställdes in på grund av finska fortsättningskriget 1941-1944.
En inofficiell bandyserie spelades 1942 och vanns av Helsingfors IFK, men denna vinst räknas alltså inte som ett finskt mästerskap.